# Kabel (leiding)

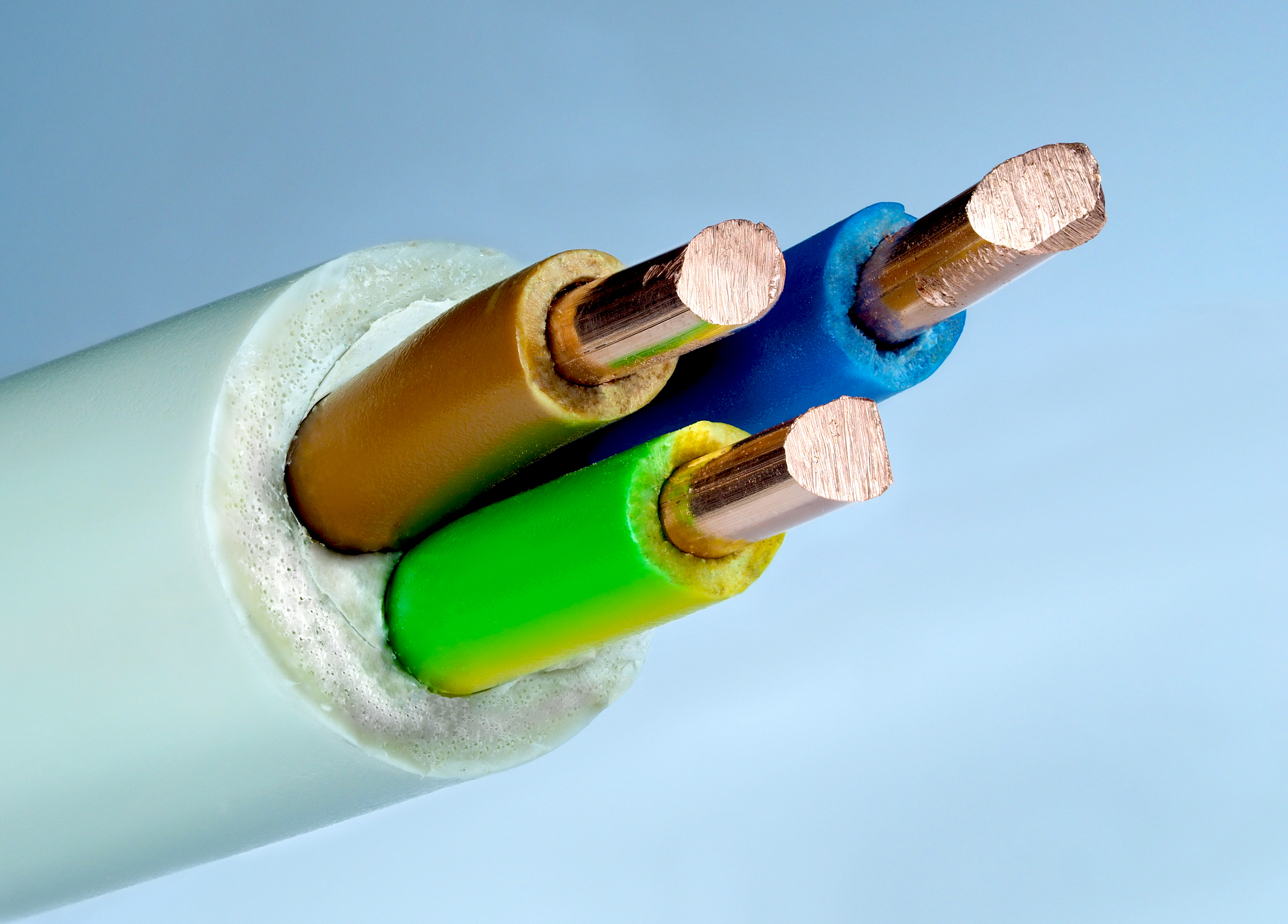
Kabel

Een kabel is een samenstel van twee of meer geïsoleerde elektrische leidingen (aders), met een gezamenlijke mantel, voor het overbrengen van elektrisch vermogen en/of analoge of digitale informatie, bijvoorbeeld audio en/of video, of computerdata. De term kabel wordt ook gebruikt voor een dergelijke constructie van optische vezels voor datacommunicatie.
Voorbeelden zijn elektrische snoeren, netwerkkabels en (ondergrondse) telefoonkabels. Waar het elektrische leidingen betreft, wordt een kabel onderscheiden van een lijn of luchtlijn: een ongeïsoleerde leiding die aan bijvoorbeeld hoogspanningsmasten of telefoonpalen is bevestigd.
Kabels zijn vaak verkrijgbaar compleet met aan beide kanten een connector (stekker of contrastekker), en worden dan mede op basis daarvan en op basis van de lengte onderscheiden.

## Soorten kabels
Naar gebruik:
- elektriciteitskabel
- telefoonkabel
- telegraafkabel
- netwerkkabel
- kabeltelevisie ('de kabel')

Naar ligging:
- onderzeese kabel
- ondergrondse kabel
- bovengrondse kabel